# Epidendrum secundum
Epidendrum secundum é uma espécie vegetal pertencente à família Orchidaceae com ampla distribuição pelo continente americano, ocorrendo desde a Flórida até o Rio Grande do Sul (Pinheiro 2005, Toscano de Brito & Cribb, 2005).Faz parte de um grupo de espécies de pertencentes ao gênero Epidendrum, todas muito parecidas, distintas apenas por pequenos detalhes, as quais de modo geral são consideradas sinônimos do Epidendrum denticulatum.